# Domenico Alberto Azuni
Domenico Alberto Azuni (3 de agosto de 1749 - 23 de enero de 1827) fue un jurista sardo.
Nació en Sassari, en Cerdeña. Estudió derecho en Sassari y Turín. Fue influenciado por Charles-Irénée Castel de Saint-Pierre. En 1782 fue nombrado juez del consulado en Niza. En 1786-1788 publicó su Dizionario Universale Ragionato della Giurisprudenza Mercantile. En 1795 apareció su obra sistemática sobre el derecho marítimo de Europa, Sistema Universale dei Principii del Diritto Maritimo dell'Europa, que posteriormente reelaboró y tradujo al francés.
En 1806 fue nombrado miembro de la comisión francesa encargada de redactar un código general de derecho comercial y, al año siguiente, se trasladó a Génova como presidente del tribunal de apelación. Azuni también escribió numerosos folletos y obras menores, principalmente sobre derecho marítimo, un importante tratado sobre el origen y progreso del derecho marítimo (París, 1810), y una descripción histórica, geográfica y política de Cerdeña (1799, ampliada en 1802).
Después de la caída de Napoleón en 1814, Azuni vivió un tiempo retirado en Génova, hasta que fue invitado a Cerdeña por Víctor Manuel I, y nombrado juez del consulado en Cagliari y director de la biblioteca universitaria. Murió en Cagliari en 1827.